# Cardia
De maagmond of cardia is de anatomische term voor de aansluiting van de slokdarm op de maag waar het slijmvlies van de slokdarm overgaat in het maagslijmvlies. De cardia is ook de locatie van de sfincter (kringspier) die verhindert dat maagsap terugvloeit in de slokdarm (oesofageale reflux).